# Лінгвістична типологія
Лінгвістична типологія (або мовна типологія) — це розділ мовознавства, який вивчає та класифікує мови відповідно до їх структурних та функціональних особливостей. Її мета - описати та пояснити спільні властивості та структурну різноманітність мов світу. Її підрозділи включають наступні види, але не обмежуються ними: якісна типологія, яка займається питанням порівняння мов; кількісна типологія, яка стосується розподілу структурних зразків серед світових мов; теоретична типологія, яка пояснює ці розподіли; синтаксична типологія, яка займається порядком слів, формою слів, граматикою слова і вибором слова; та лексична типологія, яка стосується лексики. 

## Якісна типологія
Якісна типологія розглядає лінгвістично існуючі поняття чи типи, які забезпечують основу для опису та порівняння окремих мов. Нижче буде наведено кілька прикладів.

### Типологічні системи

#### Позиціонування «суб’єкт – дієслово – об’єкт
Один комплекс типів відповідає базовому порядку суб’єкта, дієслова та прямого об’єкта в реченнях: 
- Об’єкт – суб’єкт – дієслово
- Об’єкт – дієслово – суб’єкт
- Суб’єкт – дієслово – об’єкт
- Суб’єкт – об’єкт – дієслово
- Дієслово – суб’єкт - об’єкт
- Дієслово – об'єкт – суб’єкт

Їх позначеннями зазвичай є скорочення, такі як "СДО" і тому подібні. Вони відображають різні «типології» мов. Найчастіше вживаними є словосполучення СОД та СДО, тоді як найменш розповсюдженими є ті, де початковим є об'єкт, а ОДС є найменш поширеним лише у чотирьох прикладах вживання.
У 1980-х роках мовознавці почали піддавати сумніву залежність різних особливостей мовної структури від географічного розподілу. Можливо, вони хотіли дізнатись, чи виявляється певна граматична структура, знайдена в одній мові, також і в іншій мові в тому ж географічному середовищі. У деяких мовах дієслова розділяються на допоміжні та інфінітиви або дієприкметники та між ними стоять суб’єкт і/чи об'єкт. Наприклад, у німецькій (Ich habe einen Fuchs im Wald gesehen - "I have a fox in-the woods seen"), голландській (Hans vermoedde dat Jan Marie zag leren zwemmen - "Hans suspected that Jan Marie saw to learn to swim") та валлійській (Mae'r gwirio sillafu wedi'i gwblhau - "Is the checking spelling after its to complete"). У цьому випадку лінгвісти вважають, що різновид типологій базується на неаналітичних часах (це ті речення, у яких одне дієслово) або на наявності допоміжного дієслова. Таким чином, німецька мова має структуру СДО в головних частинах речення, а валлійська - ДСО (де прийменникові фрази йдуть після інфінітиву). 
Багато дослідників типології класифікують як німецьку, так і голландську мови як ті, що мають 2 дієслова у реченні, оскільки дієслово безсумнівно є одним з елементів повної частини речення. 
У деяких мовах може відрізнятись ступінь свободи використання досить усталеного порядку, тим самим створюючи проблему їх класифікації згідно схемі: «Суб’єкт - дієслово – об'єкт». Тобто, мови з обмеженою кількістю відмінкових форм, наприклад, іменників, як правило, мають більш вільний порядок слів, ніж ті мови, де відмінок визначається позицією в реченні або наявністю прийменника. Для визначення базового типу порядку в цьому випадку потрібно розглядати частоту різних типів у декларативних стверджувальних головних частинах речень у прагматично нейтральних контекстах, переважно, лише із вже існуючими референтами. Так, до прикладу, російська мова вважається мовою СДО, оскільки це найчастіший варіант порядку в таких умовах - хоча всілякі варіації можливі і часто зустрічаються в текстах. У багатьох перекладних мовах, таких як російська, латинська та грецька мови, відхилення від усталених словосполучень є допустимими, але, як правило, мають на меті зміну фокусу та акцентуються на кінцевому елементі чи якомусь особливому контексті. У поезії цих мов порядок слів також може вільно змінюватися, щоб відповідати метричним вимогам. Крім того, свобода словопорядку може змінюватись в межах однієї мови - наприклад, формальні, літературні чи архаїзовані варіанти можуть мати різні, більш суворі чи більш вільні складотворні структури, ніж неофіційна розмовна різноманітність тієї самої мови. 
З іншого боку, коли немає чітких переваг в описаних умовах, то вважається, що така мова має "вільний складовий порядок".  
Проте, може виникнути проблема через мертві мови, такі як латинська, давньогрецька та старослов’янська, адже лінгвісти мають лише письмові докази, які, написані, можливо, в поетичному, формальному або архаїчному стилі, і вони неправильно характеризують фактичне щоденне використання мови. Щоденна розмовна мова Софокла чи Цицерона, можливо, мала інший, більш регулярний синтаксис, ніж той, який відображає їх письмова спадщина. 
[джерело?]

#### Морфологічно-синтаксичне вирівнювання
Ще одна поширена класифікація розрізняє номінативно-звинувачувальні схеми вирівнювання та ергативно - абсолютивні. У мові, де є відмінки, класифікація залежить від того, чи у суб'єкта (С) неперехідного дієслова той самий відмінок, що і у агента (A), або пацієнта (П) перехідного дієслова. Якщо у мові немає відмінків, але порядок слів є таким: АДП / ПДА, то у класифікації відображається де з’являється суб'єкт неперехідного дієслова, у частині, де є агент чи там, де пацієнт перехідного дієслова. Бікель (2011) стверджував, що вирівнювання слід розглядати як властивість, що залежить від побудови речень, а не від особливостей мови.
Багато мов демонструють змішаний звинувачувальний та ергативний характер (наприклад: ергативна морфологія, що позначає аргументи дієслова, поверх викривального синтаксису). Інші мови ("активні мови") мають два типи неперехідних дієслів - частина з них ("активні дієслова") приєднується до суб'єкту в тому ж відмінку, що і агент перехідного дієслова, а решта ("дієслова стану") приєднуються до суб'єкта в тому ж відмінку, що і пацієнт. Однак інші мови поводяться ергативно лише в деяких умовах ("роздвоєна ергативність" часто базується на граматичній особі аргументів або на часі / аспекті дієслова). Наприклад, лише деякі дієслова в грузинській мові використовуються таким чином, і, як правило, лише під час використання перфектного часу (аориста). 

#### Фонологічні системи
Лінгвістична типологія також прагне визначити закономірності структури та розподілу звукових систем у мовах світу. Це здійснюється шляхом дослідження та аналізу відносних частот різних фонологічних властивостей. Згідно зі світовою вибіркою з 637 мов, 62% мають звукову відмінність у плозивах, і лише 35% - у фрикативах. У переважній більшості випадків відсутність звукових контрастів виникає через відсутність озвучених фрикативів і тому, що всі мови мають певну форму плозивного характеру, але є мови і без фрикативів. Нижче показано розподіл звукових властивостей серед мов у вищезгаданому зразку. 
| Плоске голосування | Фрикативне озвучення | Фрикативне озвучення | Фрикативне озвучення |
| ------------------ | -------------------- | -------------------- | -------------------- |
|                    | Так                  | Ні                   | Разом                |
| Так                | 117                  | 218                  | 395 (62%)            |
| Ні                 | 44                   | 198                  | 242 (38%)            |
| Разом              | 221 (35%)            | 416 (65%)            | 637                  |

Мови в усьому світі також різняться за кількістю звуків, які в них використовуються. Ці мови можуть бути з дуже маленькою кількістю фонем (Rotokas з шістьма приголосними і п’ятьма голосними) та дуже великою кількістю (!Xóõ із 128 приголосними та 28 голосними). Цікавим фонологічним спостереженням, виявленим за цими даними, є те, що чим більшою є кількість приголосних у мові, тим більша ймовірність того, що є звуки із визначеного набору складних приголосних. З цього списку лише близько 26% мов з дослідження  понад шестиста мов з невеликою кількістю (менше 19) приголосних містять фонеми з цього набору, тоді як 51% мов із середнім набором приголосних (19-25) містять щонайменше одну фонему; та 69% з великою кількістю приголосних (більше 25) точно містять фонему з цього набору. Потім видно, що кількість складних приголосних пропорційна до розміру набору. 
Голосні звуки містять меншу кількість фонем, середнє значення становить 5-6, що мають 51% мов з проведеного дослідження. Близько третини мов мають більше, ніж середній набір голосних. Найцікавішим, однак, є те, що зв’язок між розмірами набору приголосних та набору голосних відсутній. Нижче показано факт відсутності передбачуваності між розміром наборів приголосних і голосних по відношенню один до одного. 
| Набір приголосних | Набір голосних | Набір голосних | Набір голосних | Набір голосних |
| ----------------- | -------------- | -------------- | -------------- | -------------- |
|                   | Маленький      | Середній       | Великий        | Разом          |
| Маленький         | 47             | 153            | 65             | 265 (39%)      |
| Середній          | 34             | 105            | 98             | 237 (35%)      |
| Великий           | 34             | 87             | 57             | 178 (26%)      |
| Разом             | 115 (17%)      | 345 (51%)      | 220 (32%)      | 680            |

## Кількісна типологія
Розподіл та одночасне виникнення структурних зразків у мовах світу є об'єктами вивчення кількісної типології. Основні типи усталених розподілів включають: 
- уподобання (наприклад, абсолютні та імплікаційні універсалії, семантичні карти та ієрархії)
- кореляції (наприклад, ареальні зразки, такі як, з Sprachbund)

Лінгвістичні універсалії - це закономірності, які можна побачити з лінгвістичної точки зору. Універсалії можуть бути або абсолютними (це означає, що кожна документально підтверджена мова має цю характеристику), або статистична, що означає, що ця характеристика спостерігається у більшості мов або ймовірна у більшості мов. Універсалії, як абсолютні, так і статистичні, можуть бути необмеженими, тобто вони застосовуються до більшості або до всіх мов, не піддаючись впливу додаткових умов. І навпаки, вони можуть бути обмеженими або іншими словами імплікаційними. Це означає, що характеристика буде істинною за певних умов (якщо характеристика Y є істинною, то і X характеристика теж є істинною).